# Retable de Liesborn

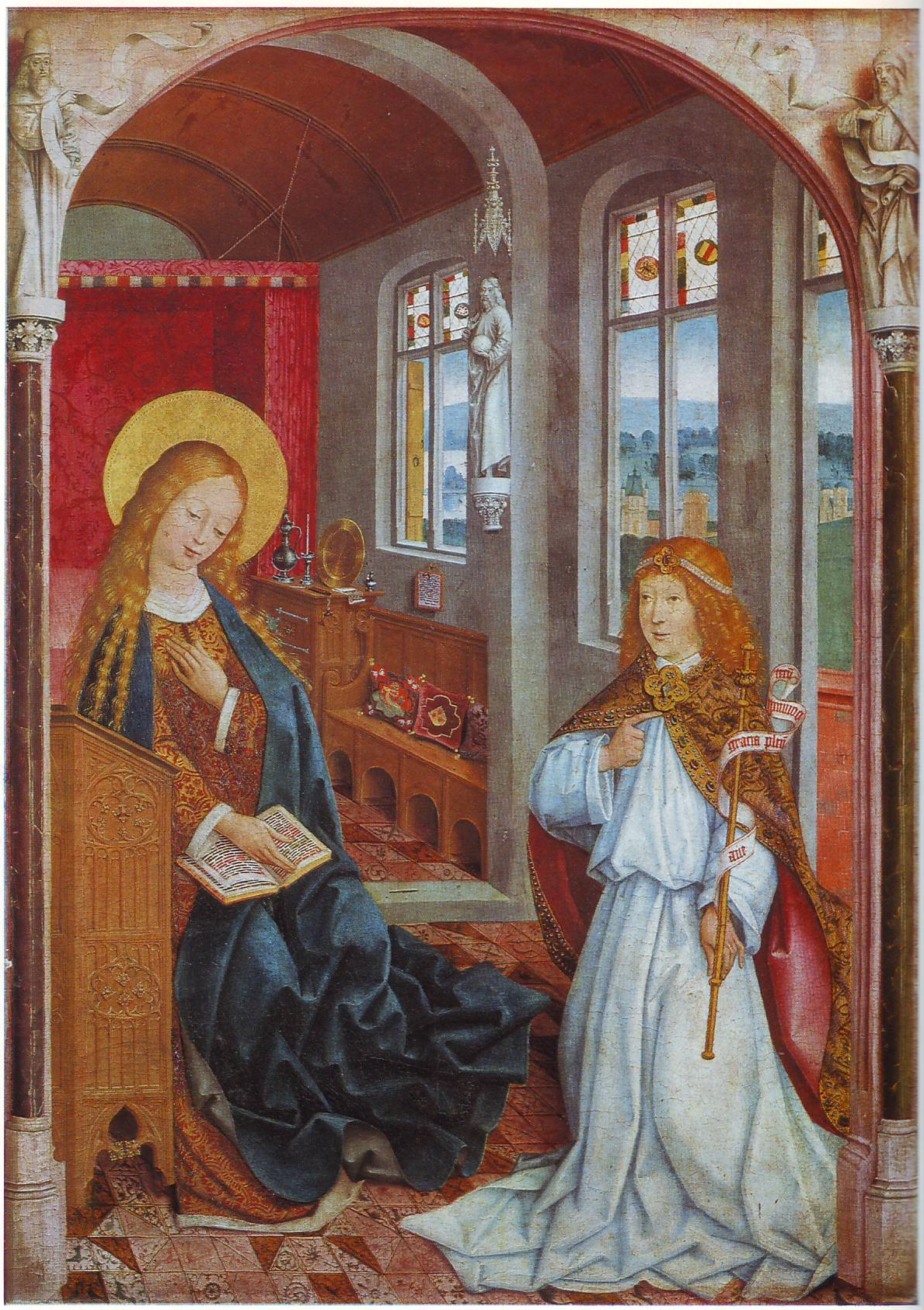
Retable de Liesborn, L'Annonciation, National Gallery, Londres.

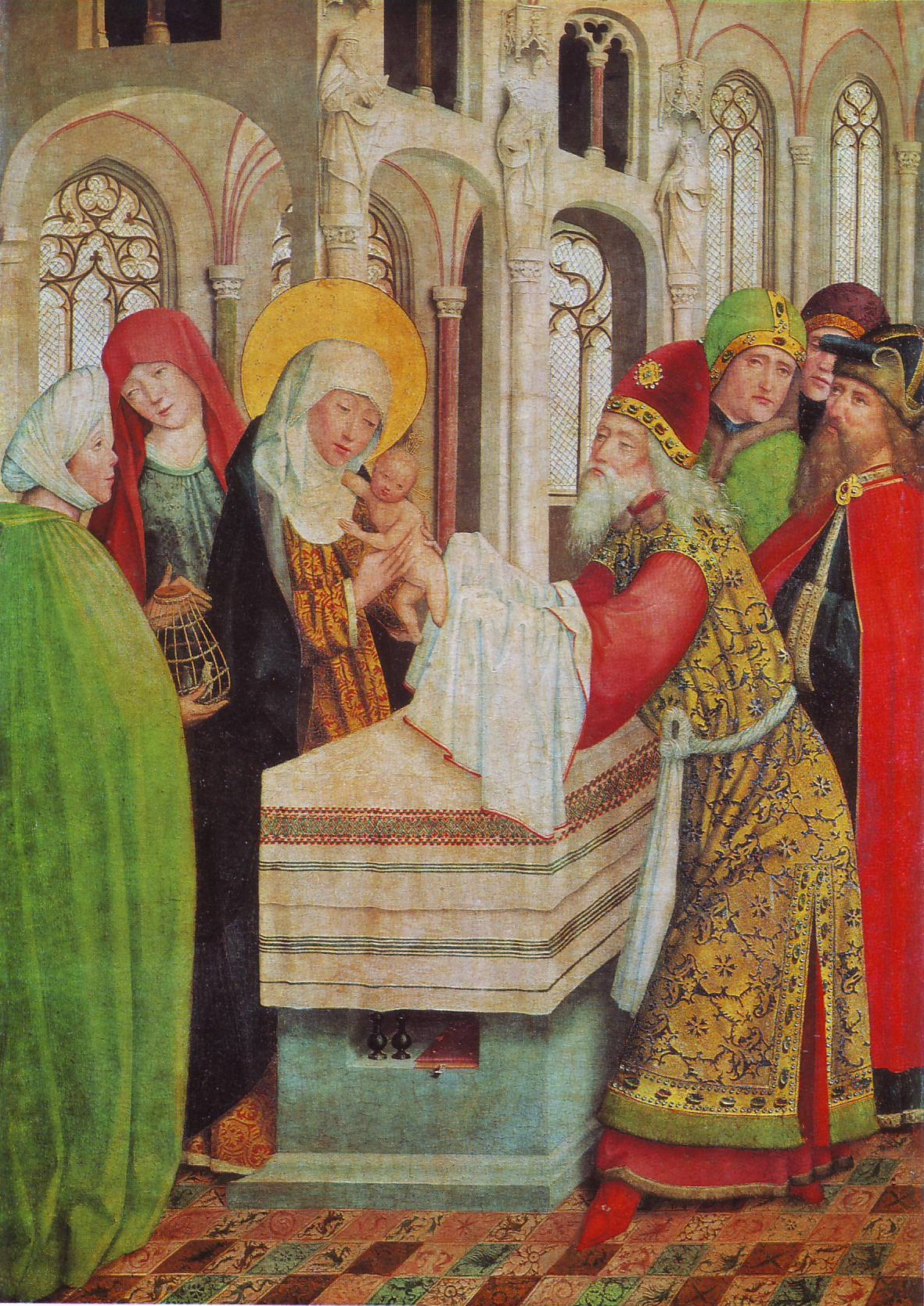
Retable de Liesborn, Présentation au temple, National Gallery, Londres.

Le retable de Liesborn est un retable datant de 1465 qui ornait le maître-autel de l’église de l'abbaye de Liesborn. Il a donné son nom au peintre inconnu qui l'a créé, appelé le Maître de Liesborn. Les panneaux ont depuis été dispersés et même découpés pour certains. Deux panneaux intacts se trouvent à la National Gallery, à Londres.

## Style
L'artiste est influencé par l'école rhénane, et par les maîtres brugeois. Il porte le même soin à l'architecture, le paysage, le drapé des tissus, l'expression et la finesse des visages. L'artiste du retable n'a pas le même sens du réalisme que Jan van Eyck, mais sa réputation réside dans la pureté de son dessin et la finesse des images. Que ce soit dans l'Annonciation ou dans la Présentation au temple, la perspective et les volumes du bâtiments sont rendus avec précision. Le même soin est apporté aux drapés et au rendu des tissus, le dallage du temple est varié, et le soin du détail porté jusqu'à représenter, sur les piliers du temple de la présentation, des statues de Moïse et David, considérés conne des ancêtres du Christ et attestant sa lignée royale. Dans la Marie des douleurs, l'expression de Marie, la finesse des visages, le drapé des tissus sont remarquables.

## Le retable du maître-autel de Liesborn

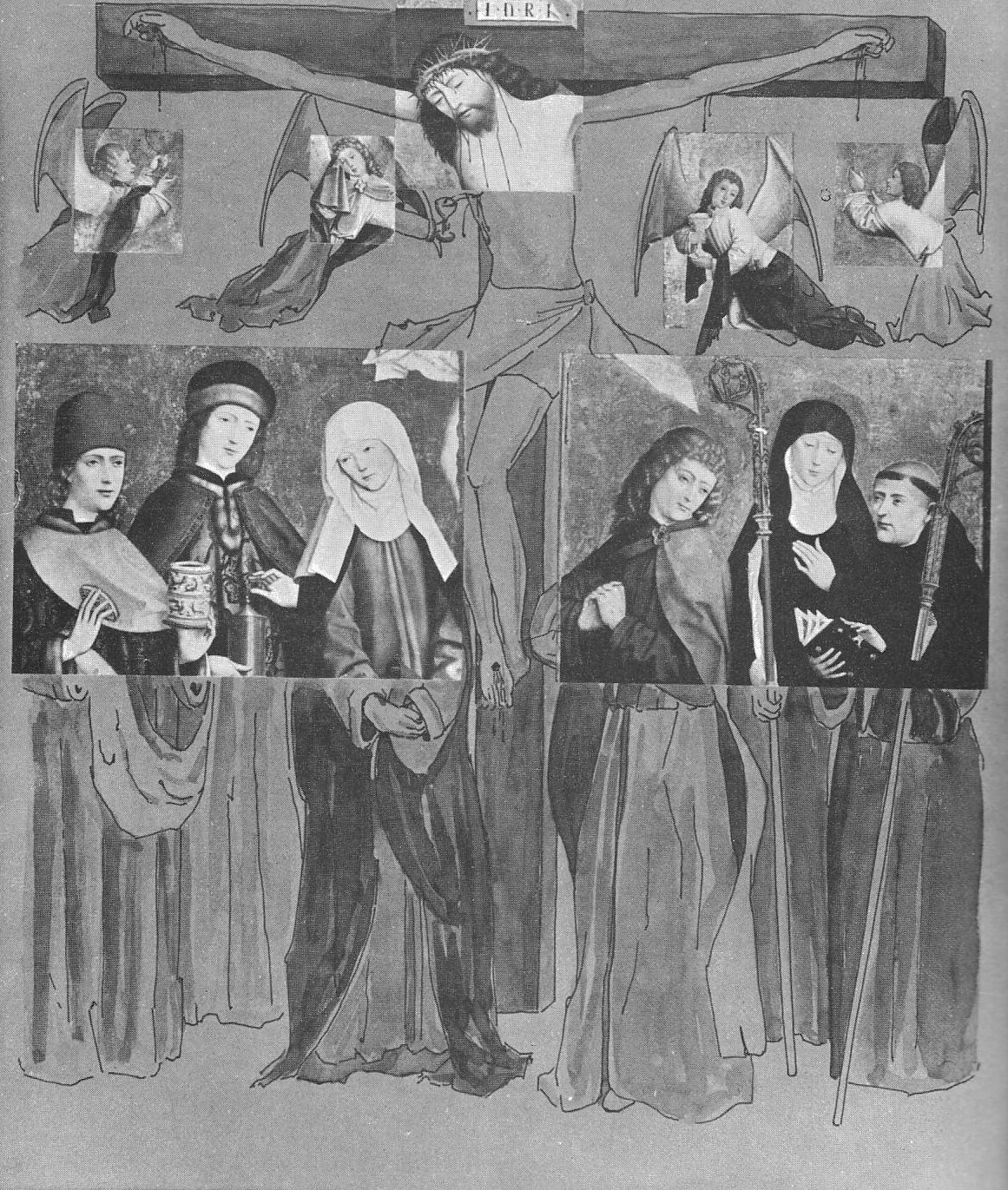
Reconstruction du panneau central du maître-autel proposée par Paul Pieper.

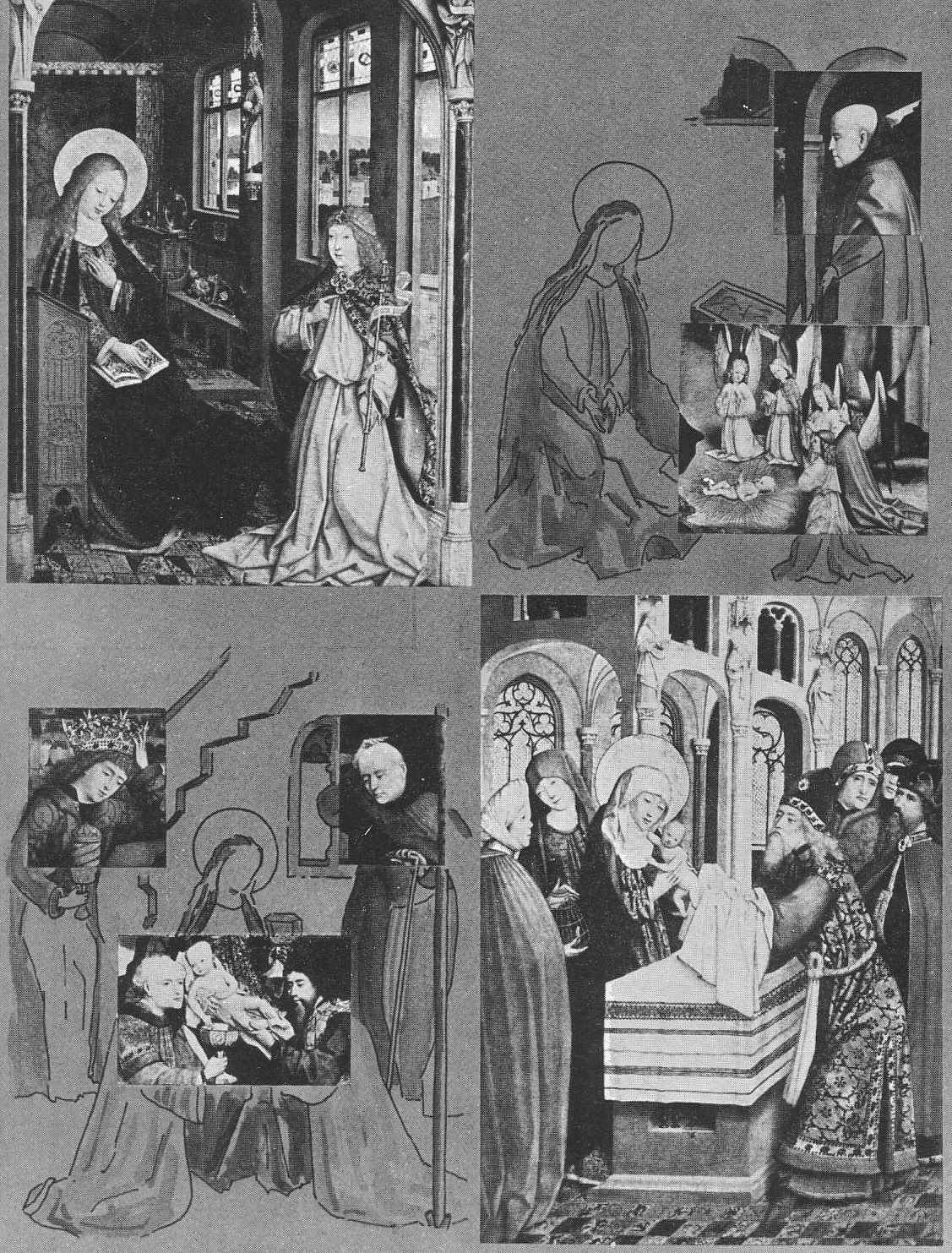
Reconstruction du panneau latéral du maître-autel proposée par Paul Pieper.

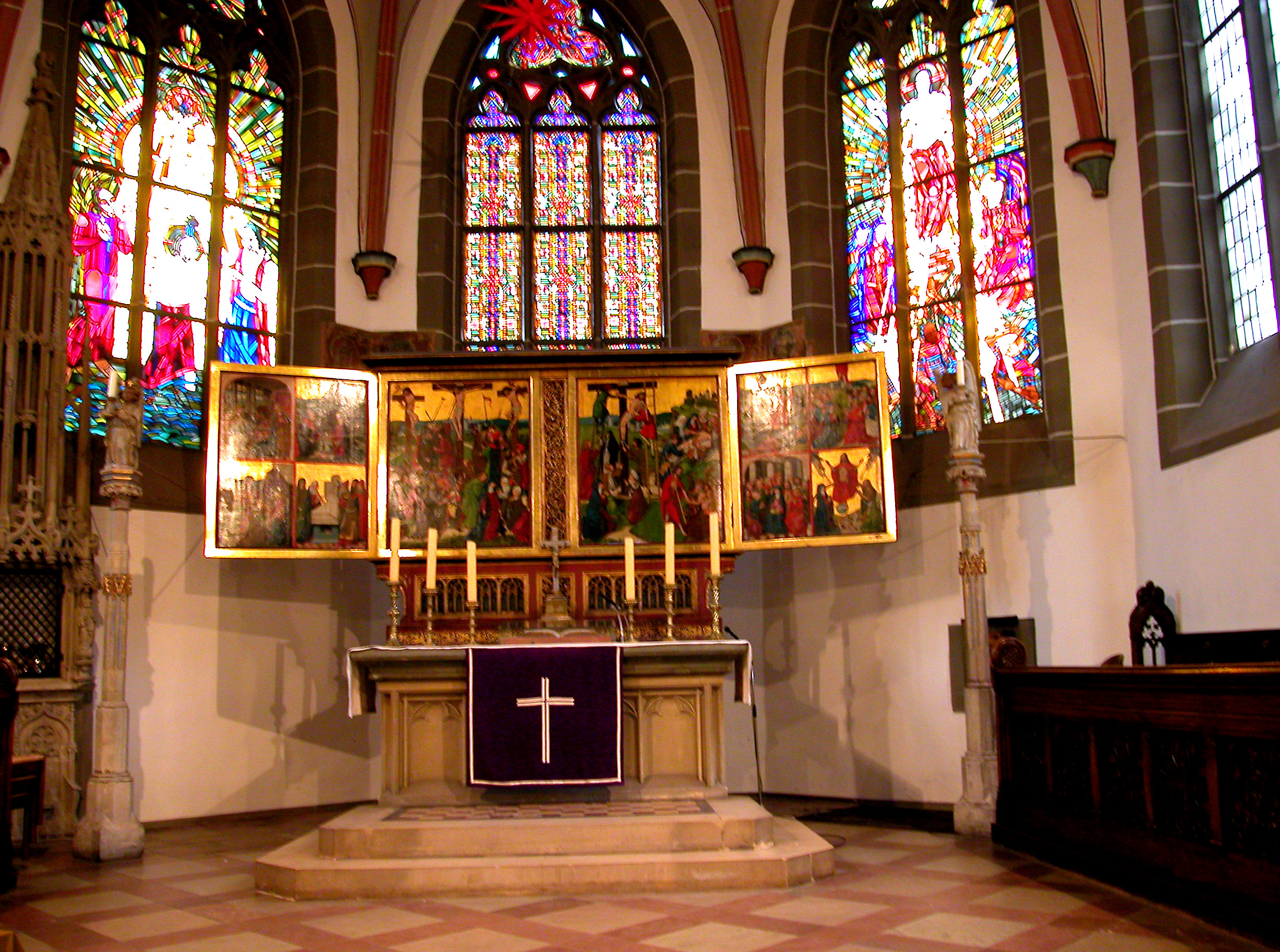
Retable de l'église de Lünen.

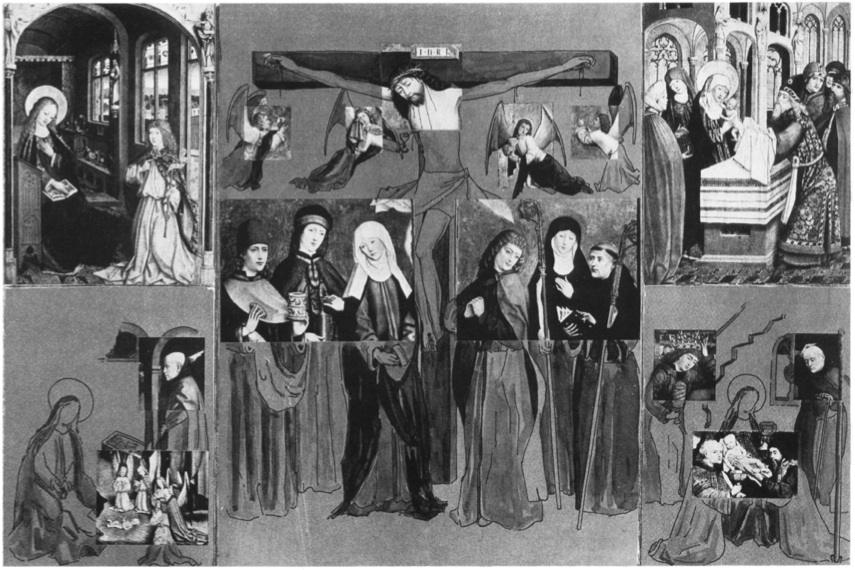
Reconstruction du retable de Liesborn proposée par Rainer Brandl.

Le retable du maître-autel de l’église de Liesborn a été béni, selon la chronique de l'abbaye tenus par le moine Witte, en 1465, par l'abbé Henri de Clèves (de) en même temps que d'autres autels secondaires.
Lors de la dissolution du monastère en 1807, l’œuvre a été vendue, divisée, et dispersée. Les parties principales, dont certaines sont fragmentaires, sont conservées maintenant à la National Gallery de Londres, au LWL-Landesmuseum für Kunst und Kulturgeschichte (en) à Münster, et dans des collections privées. 

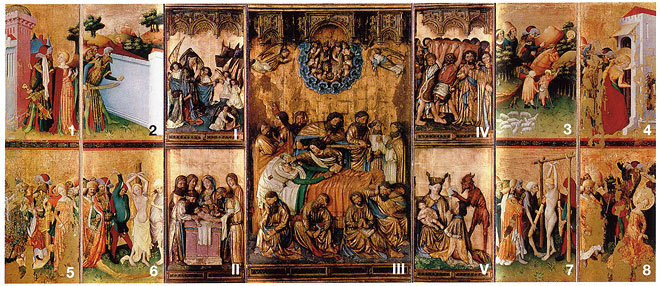
Retable de sainte Barbe. Musée national de Finlande, Helsinki.

Le retable est de taille importante : l'Annonciation, qui ne couvre que le quart de l'un des deux panneaux, mesure 98,7 × 70,5 cm, ce qui fait, pour le panneau entier, environ 200 × 140 cm. Le retable - tel que l'on peut l'imaginer par les morceaux que l'on connaît - n'a pas deux ailes rabattables comme habituellement, par exemple sur le retable de l’église de Lünen, mais au contraire présente les tableaux alignés les uns à côté des autres. Dans le centre, une Crucifixion, dont l'historien d'art Paul Pieper (de) propose la reconstruction suivante : D'un côté de la croix Marie, avec les saints Côme et Damien, et de l’autre l'apôtre Jean, sainte Scolastique et saint Benoît. Quatre anges recueillent le sang qui goutte des blessures. La tête du Christ est préservée, comme les bustes des saints, divers anges avec des calices en or. Le panneau a été découpé, et n'ont été gardés que la tête du Christ, les quatre anges, et les deux groupes de trois personnes, réduits aux bustes. La tête et les groupes de personnes sont à la National Gallery de Londres, les quatre têtes d'anges sont conservés au LWL-Landesmuseum de Münster. 
Sur un panneau latéral, quatre scènes de l'histoire sainte sont peintes sur les panneaux latéraux : un panneau représente l'Annonciation, entièrement conservé et à la National Gallery, un deuxième la Nativité dont il ne reste que les cinq beaux anges, et la tête de Joseph, au Landesmuseum à Münster. De l'Adoration des mages ne subsistent que les rois. Le fragment montrant l'enfant et un roi est à la National Gallery, les têtes des deux autres rois sont au LWL- Landesmuseum à Münster. La Présentation de Jésus au Temple est complète et est à la National Gallery. Deux panneaux latéraux du retable sont attribués à Jan Baegert. 
La disposition proposée par Paul Pieper se rapproche de celle que l’on voit sur d'autres retables contemporains, comme le retable de l’église Saint-Georges de Lünen. Toutefois, l'absence de toute trace d'un deuxième panneau central est une lacune de ce modèle. Rainer Brandl propose une autre reconstruction plus simple, dans laquelle le panneau central de la crucifixion est flanqué, de part et d'autre, de deux ailes fixes contenant chacune seulement deux tableaux, au lieu des quatre usuels. En revanche, deux ailes rabattables, dues à Jan Baegert et dont les tableaux sont conservés au LWL-Landesmuseum de Münster, auraient été commandées et apposées ultérieurement. Cette forme est proche du retable de sainte Barbe de Maître Francke.
Parmi les panneaux du maître, l'annonciation représente, comme d'usage, une double espace, à plafond est vouté. la pièce avant est montré comme un oratoire, la pièce arrière comme une chambre à coucher. Le sol est carrelé de carreaux aux motifs élaborés, des rideaux rouges entourent le lit; le petit meuble et la banquette portent divers accessoires. Sur les murs deux statues de prophètes à l'avant, et une du Christ portant le globe. Les fenêtres donnent sur un paysage vallonné avec un manoir entouré d'une muraille. Les impostes portent des écussons. La Vierge est agenouillée devant un prie-dieu au décor raffiné, le livre ouvert sur les genoux. Elle porte un manteau bleu sur une robe en brocart doré, et tourne sa tête vers l'ange lui aussi richement vêtu, avec dans sa main gauche un sceptre autour duquel s'enroule une banderole contenant le salut. Ces détails sont d'une précision caractéristique de la peinture rhénane et hollandaise de cette période.

Fragments du panneau central du retable de Liesborn
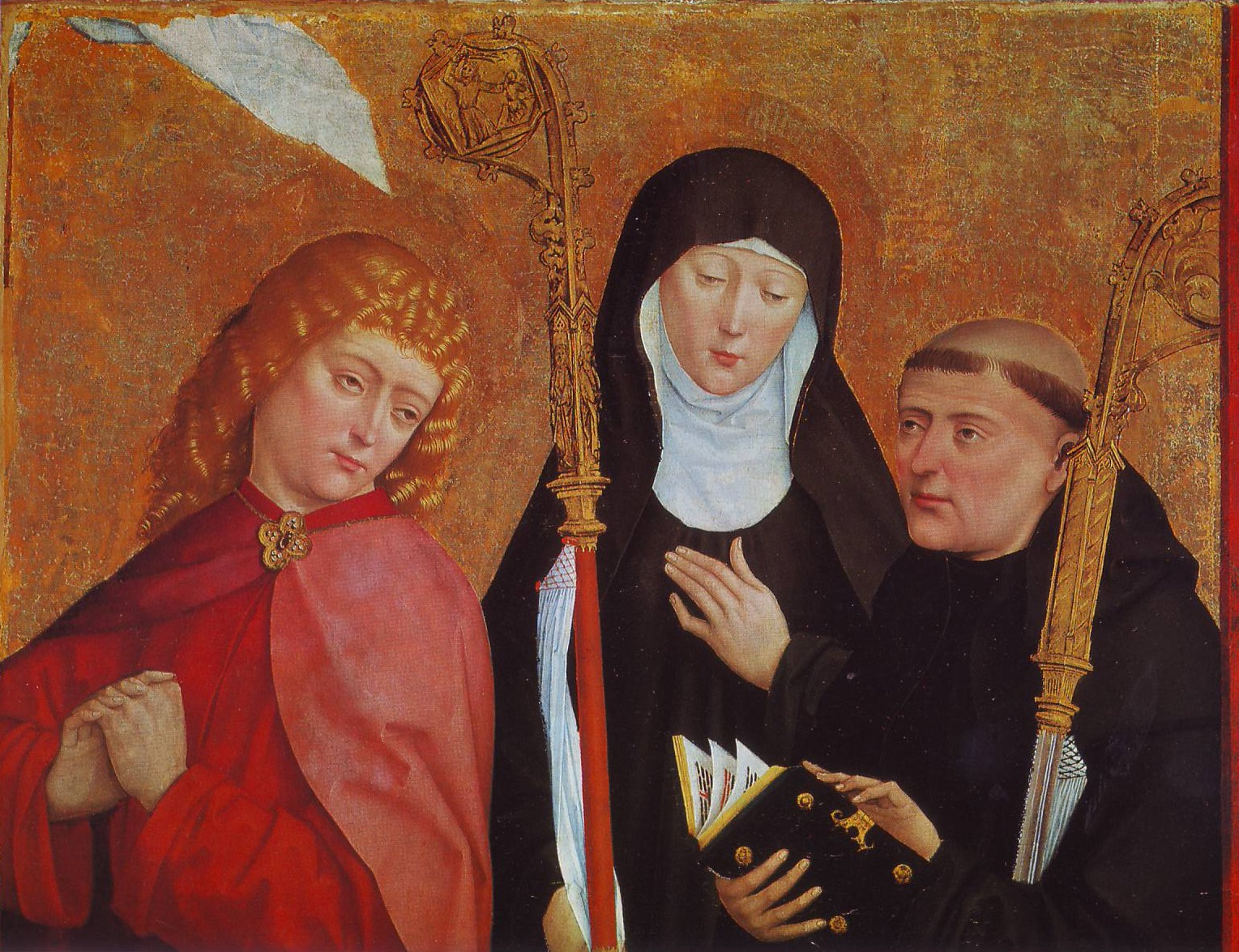
l'apôtre Jean, sainte Scolastique et saint Benoît, National Gallery, London
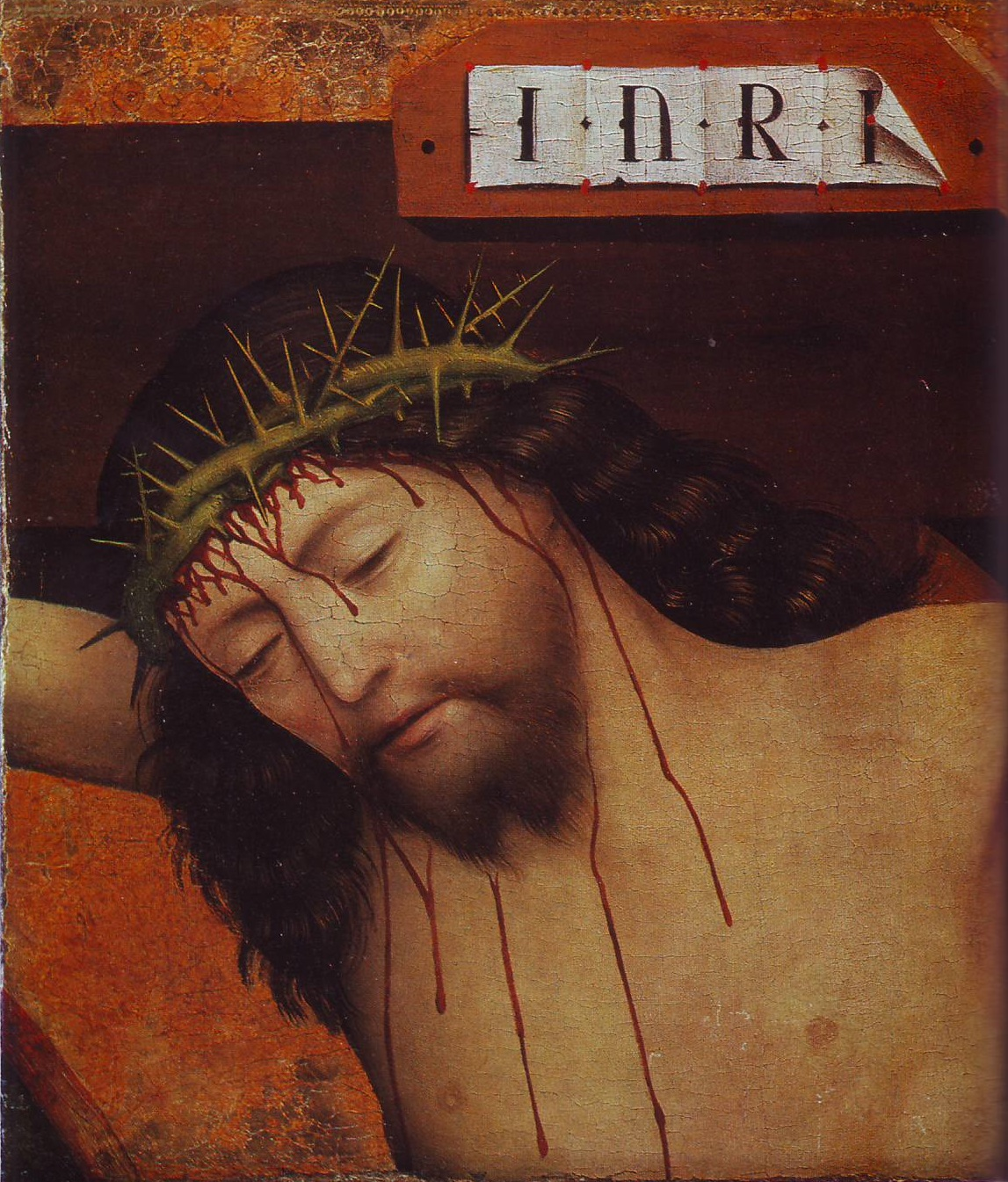
Tête de Jésus crucifié, National Gallery, London
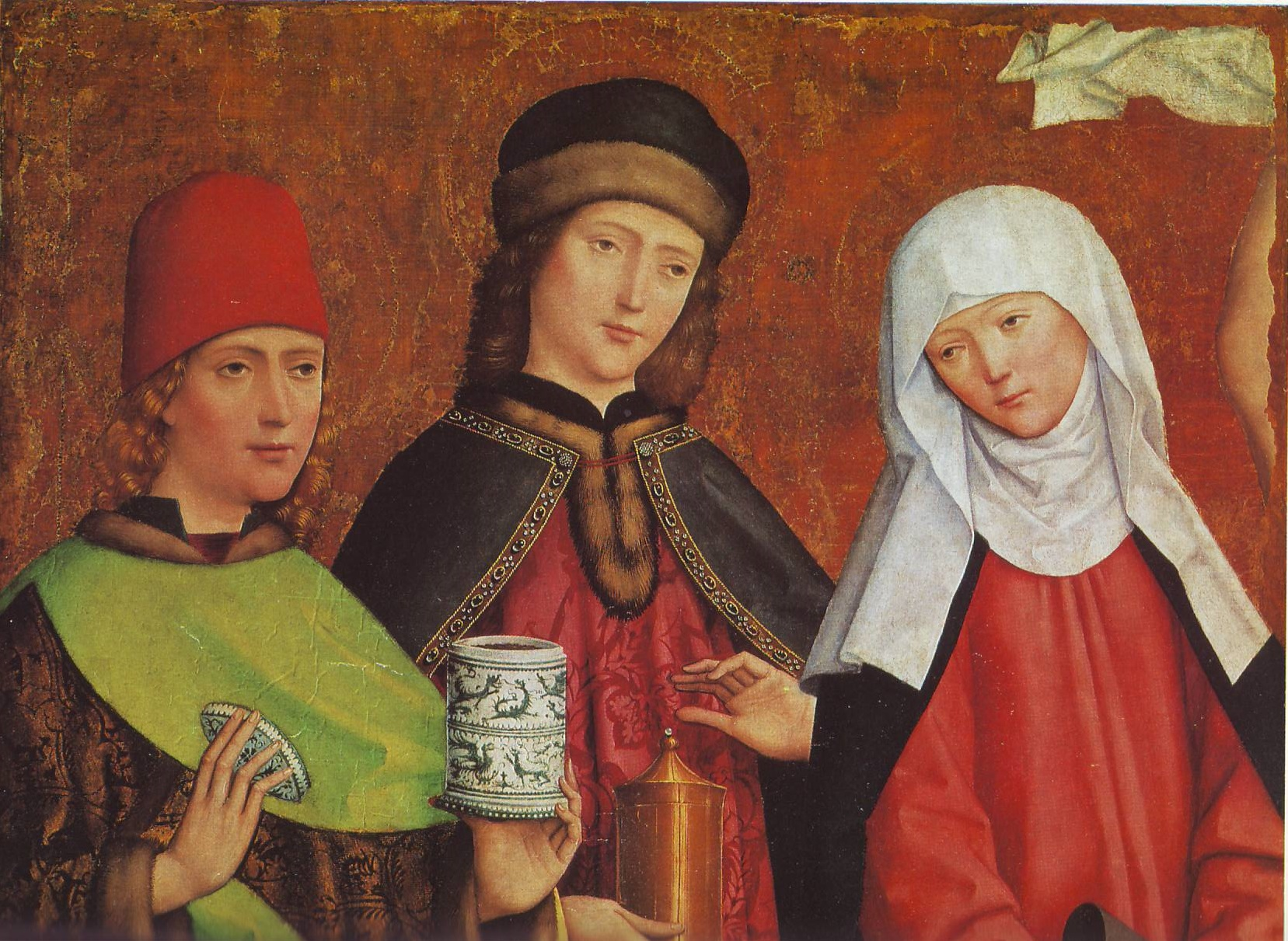
Maria avec Côme et Damien, National Gallery, London
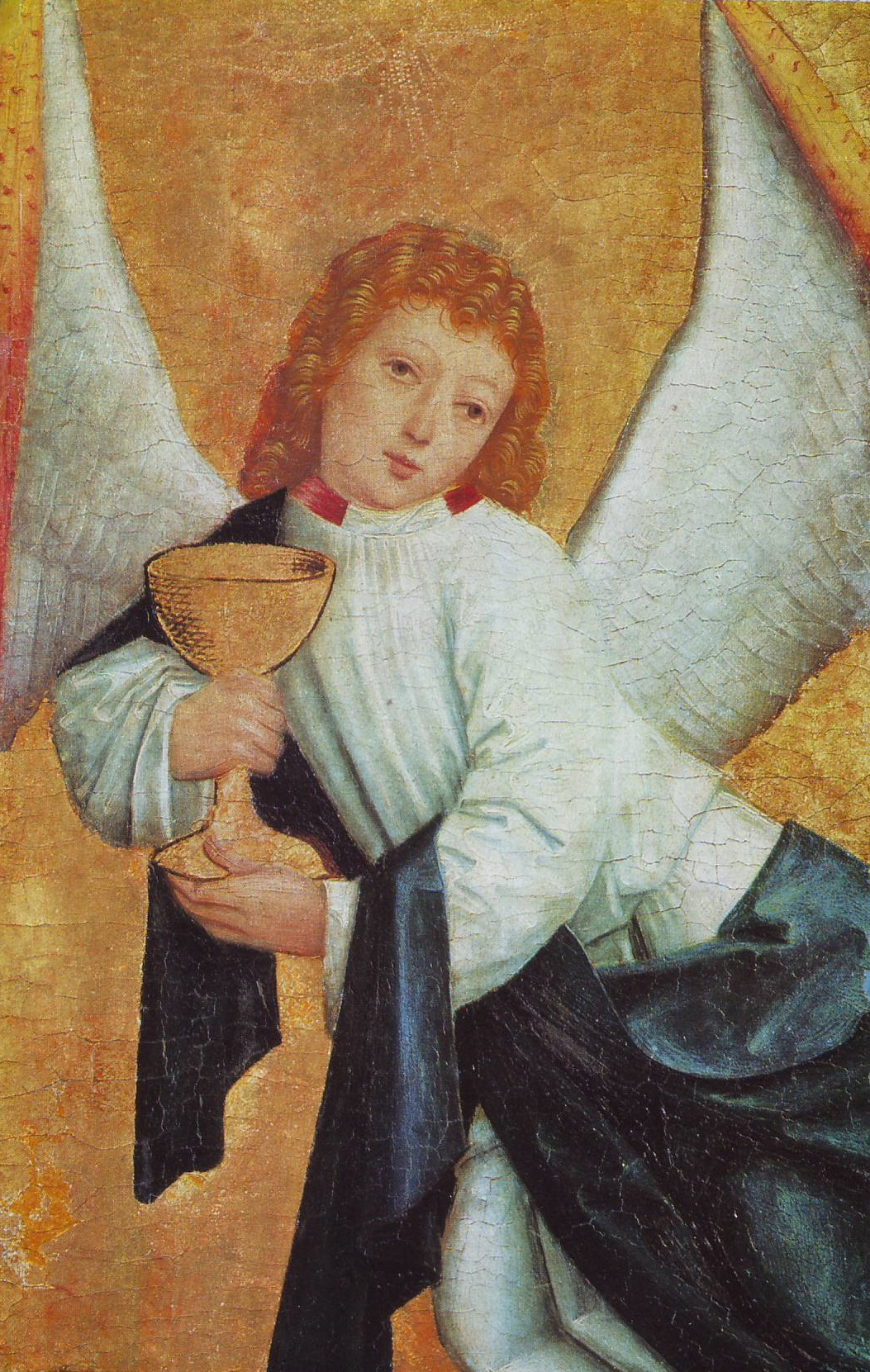
Ange, LWL, Münster
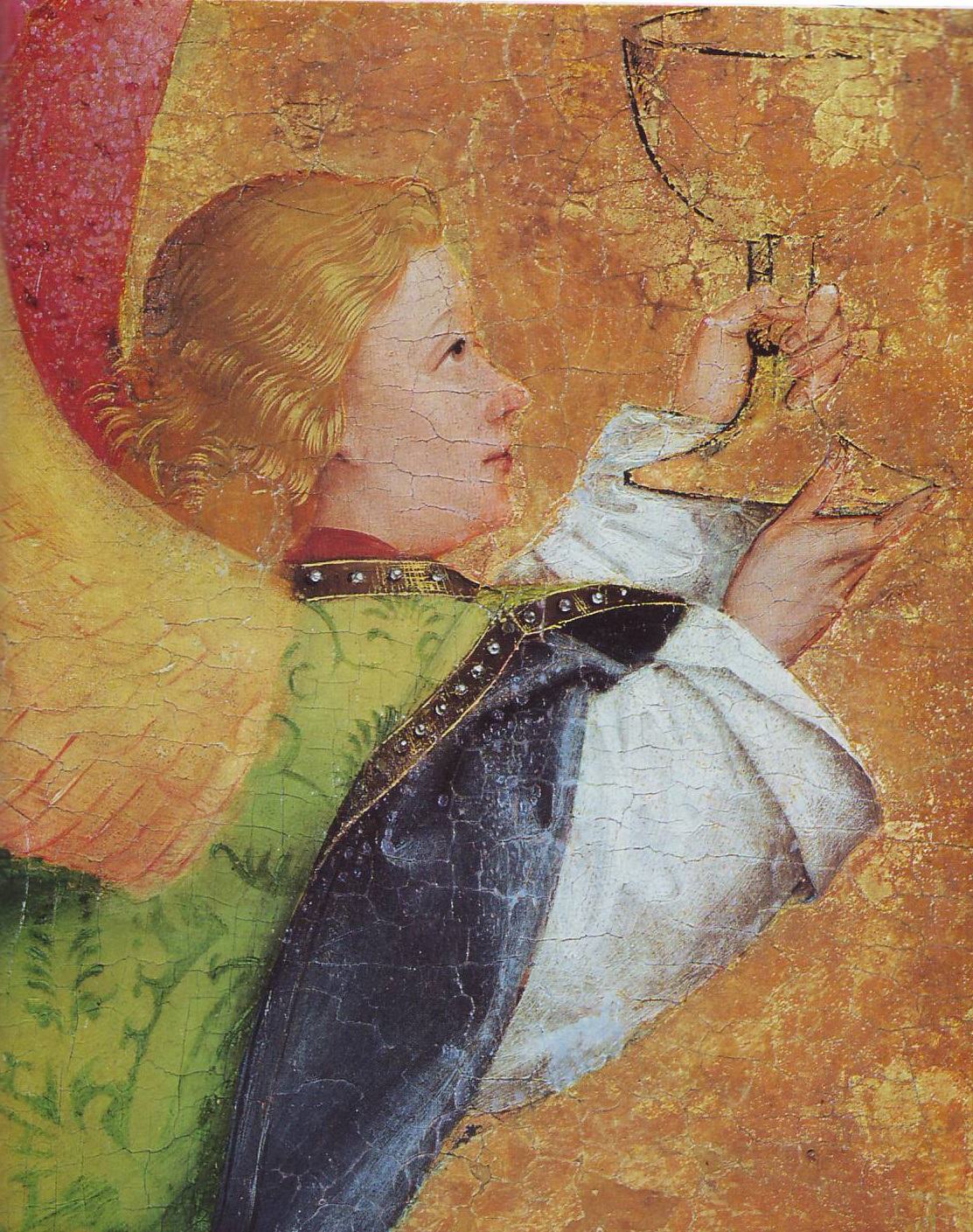
Ange, LWL, Münster
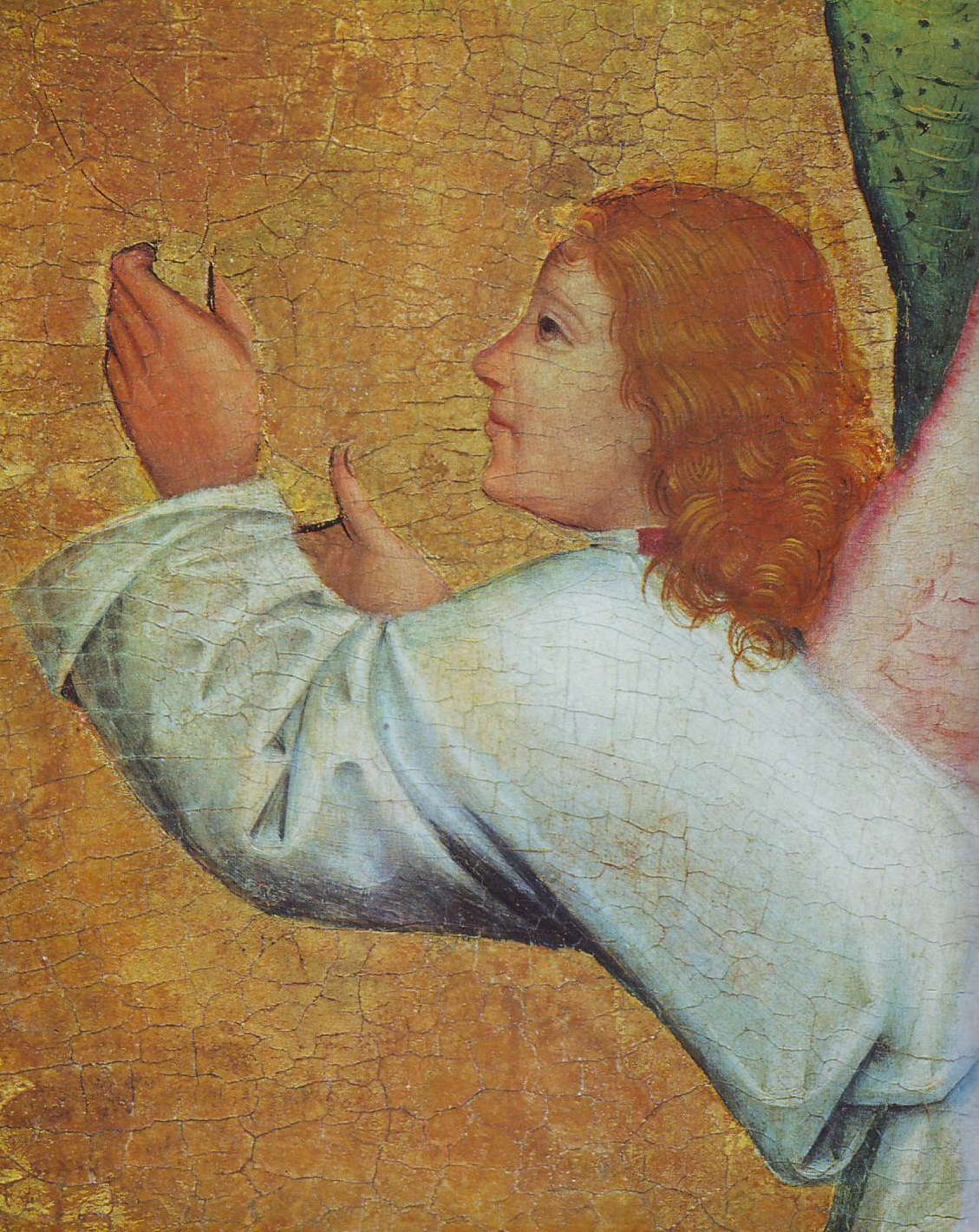
Ange, LWL, Münster
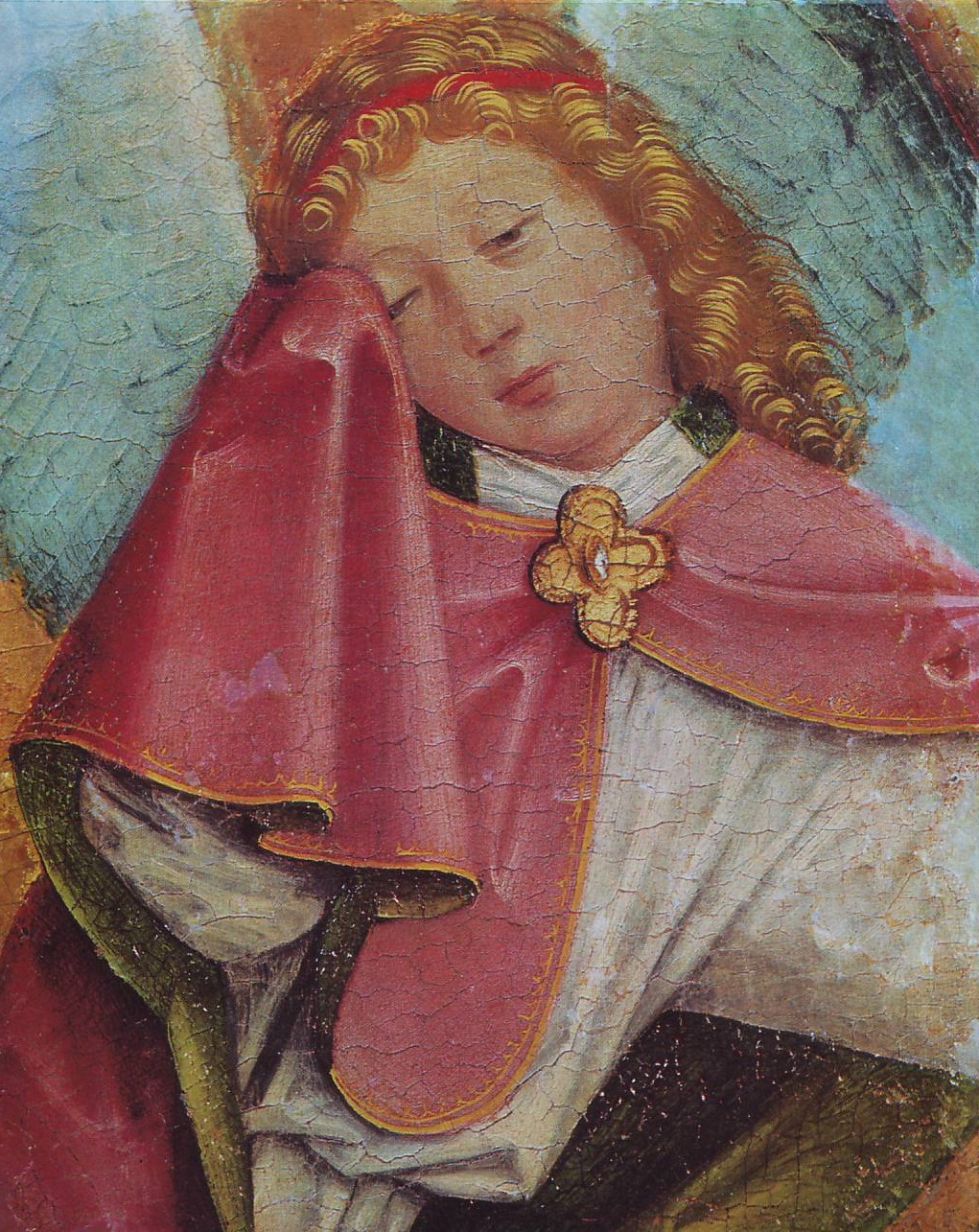
Ange, LWL, Münster

Fragments de la Nativité et de l'Adoration du retable de Liesborn
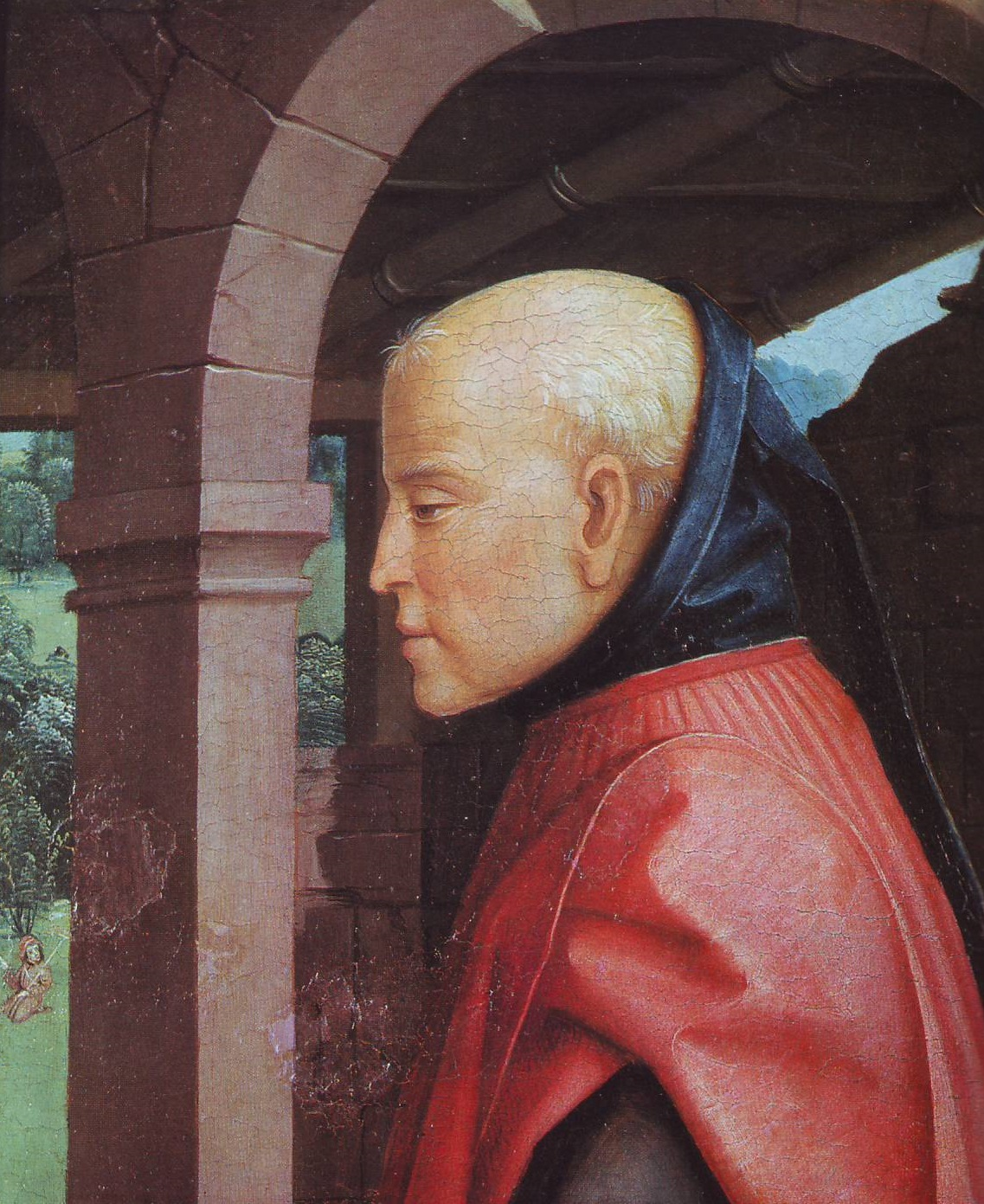
Joseph, LWL, Münster
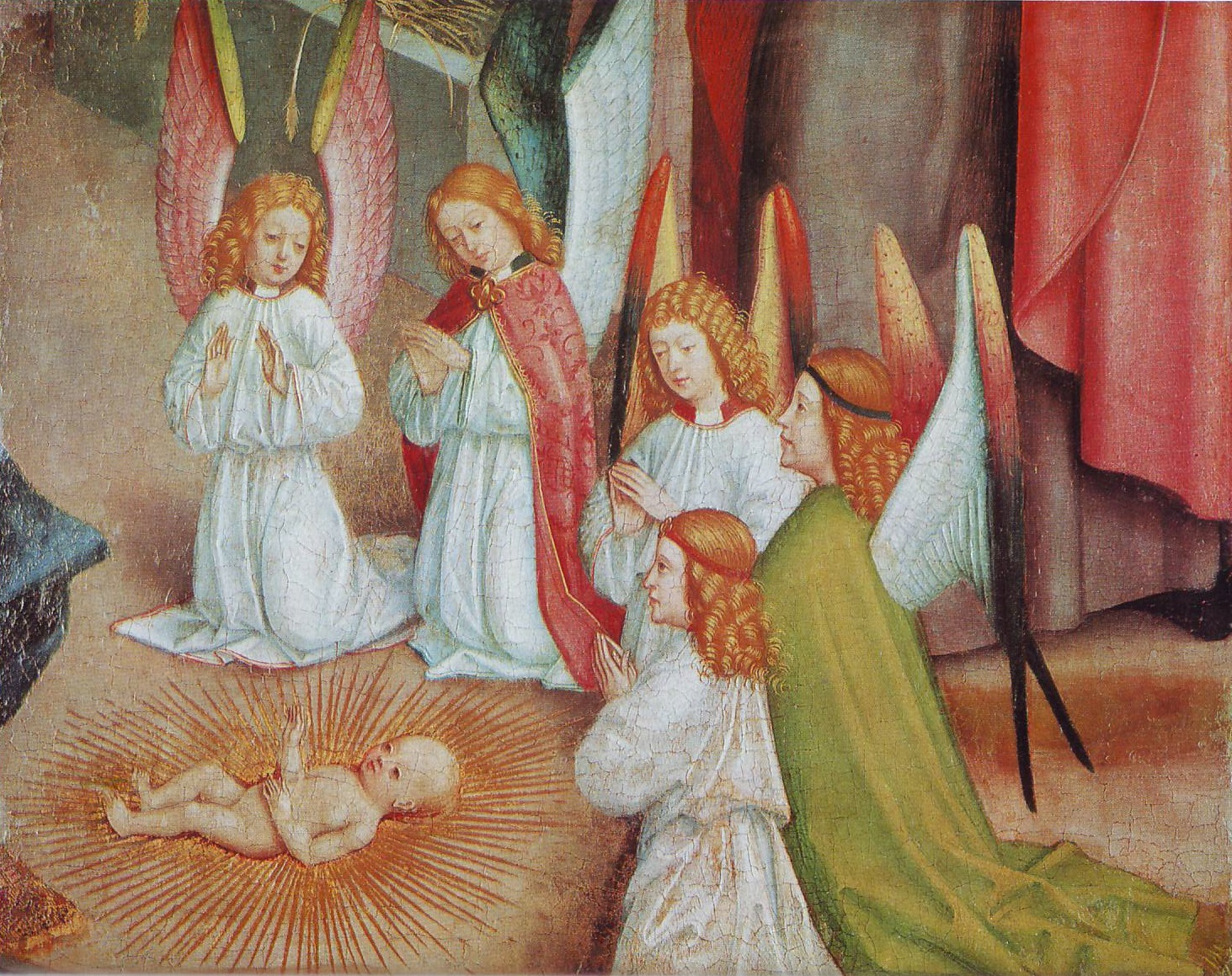
Groupe d'anges avec l'enfant, LWL, Münster
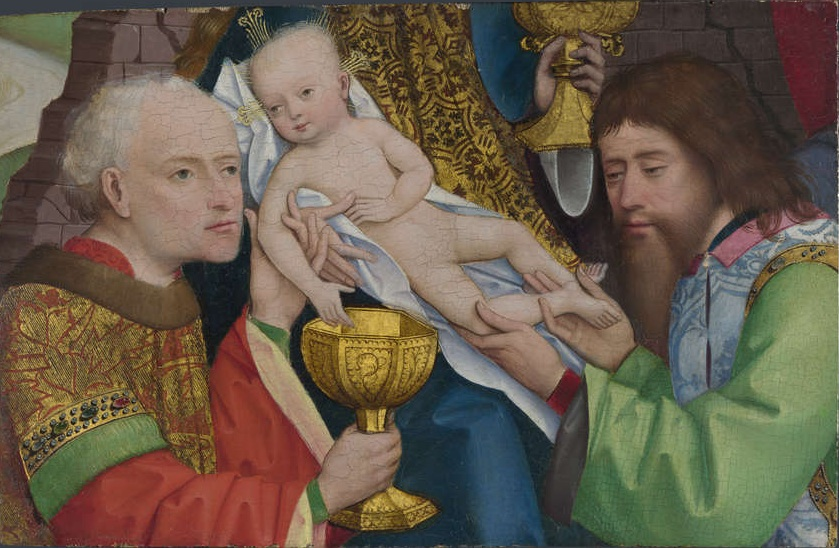
Roi mage avec enfant, National Gallery, London
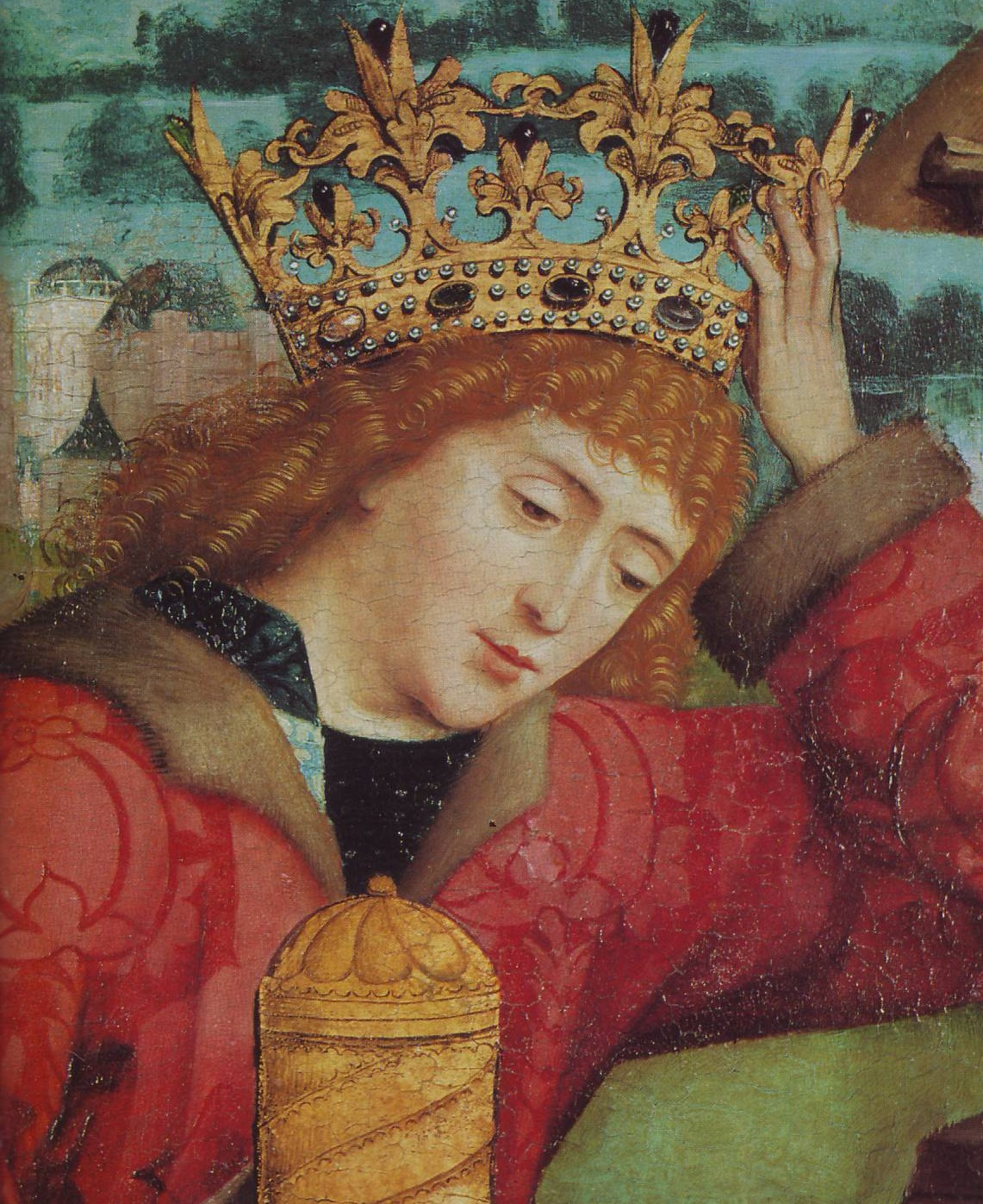
Roi mage, LWL, Münster
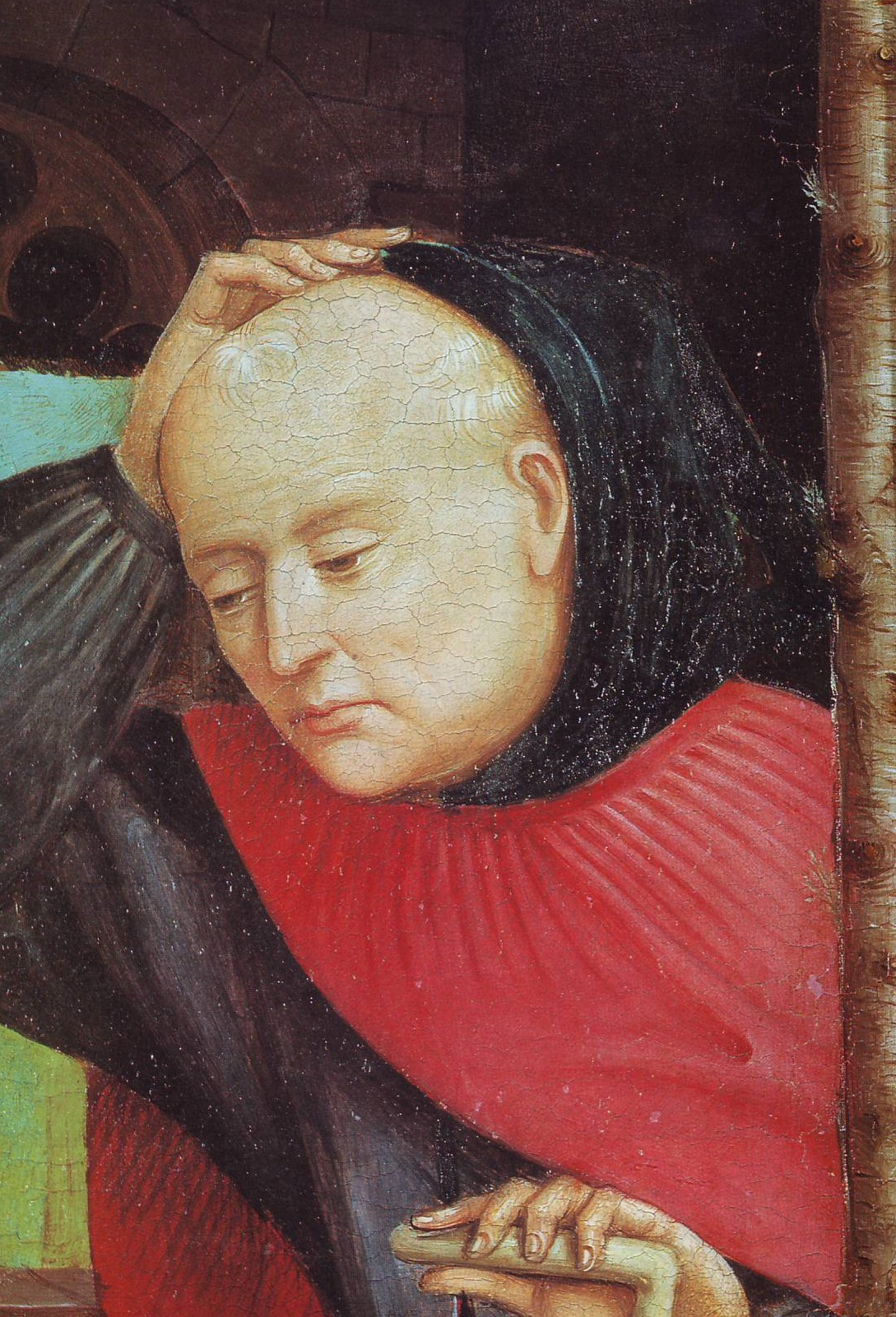
Joseph, LWL, Münster